# Балаовіт
Балаовіт (вірм. Բալահովիտ) — село в марзі Котайк, у центрі Вірменії. Населення займається тваринництвом, садівництвом та плодівництвом. У селі знаходиться церква 19 століття. Край села є стародавні гробниці 2-1 тисячоліття до н.е.